# Hermann Pramendorfer
Hermann Pramendorfer (* 28. September 1933 in Aichkirchen; † 1. Dezember 2024, Geboltskirchen) war ein österreichischer Politiker (ÖVP).

## Leben
Hermann Pramendorfer genoss eine nur einfache Schulbildung. Nachdem er die Pflichtschulen absolviert hatte, war er als Arbeiter in der Landwirtschaft tätig.
Sein politischer Werdegang begann 1961, als er in den Gemeinderat von Geboltskirchen gewählt wurde. 1967 wurde er Mitglied des Gemeindevorstandes, und zuletzt, im Jahr 1979, Bürgermeister von Geboltskirchen.
Daneben gehörte Pramendorfer jedoch noch anderen Gremien an. So war er von 1973 bis 1978 Mitglied der Landwirtschaftskammer von Oberösterreich sowie von 1978 bis 1987 Vorsitzender der Bezirksbauernkammer des Bezirks Grieskirchen.
Im Dezember 1986 wurde Pramendorfer in Wien als Mitglied des Bundesrats vereidigt, dem er zehn Jahre, bis Dezember 1996, angehörte.
1988 erhielt er die Berufsbezeichnung Ökonomierat.

## Auszeichnung
- Großes Goldenes Ehrenzeichen für Verdienste um die Republik Österreich